# Хуан II де Рибагорса
Хуан II де Рибагорса, также называемый Хуан де Арагон (исп. Juan II de Ribagorza; 27 марта 1457, Бенабарре — 5 июля 1528, Монсон) — испанский дворянин и государственный деятель, граф де Рибагорса (1485—1512), вице-король Неаполя (1507—1509), кастелян Ампосты (1506—1512), рыцарь ордена Святого Иоанна Иерусалимского и 1-й герцог де Луна (1512—1528). Он также являлся генерал-лейтенантом (1496), капитан-генералом и церковным депутатом провинциального совета Каталонии (1503—1506) и генерал-лейтенантом королевства Арагон (1513).

## Детство и юность

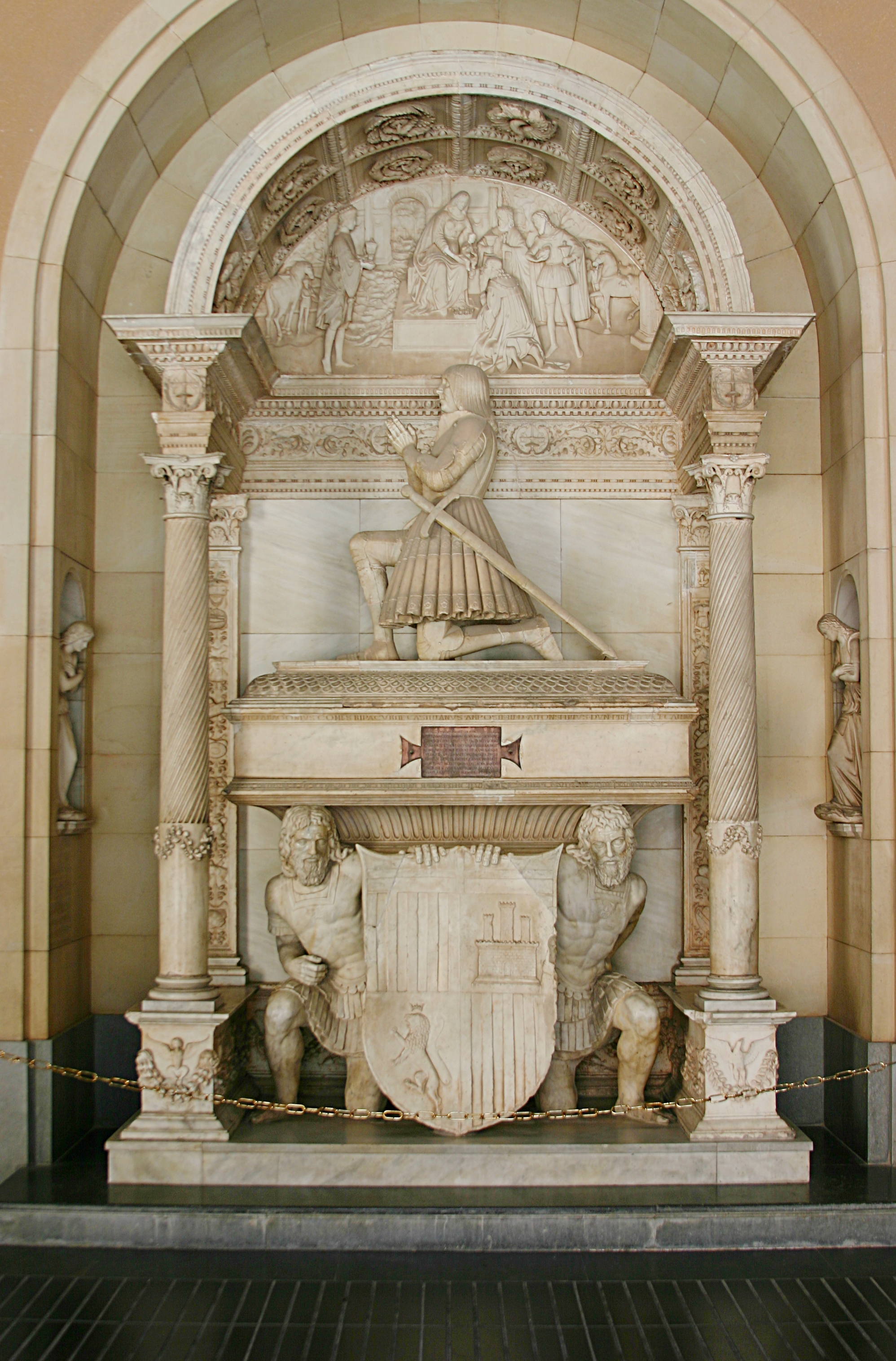
Саркофаг Хуана II, графа де Рибагорса, в монастыре Монсеррат.

Родился 27 марта 1457 года в Бенабарре (Арагон). Незаконнорожденный сын Альфонсо де Арагона и Эскобара (1417—1485), 1-го герцога де Вильяэрмоса (1476—1485), и Марии Хункерс. Племянник короля Арагона Фердинанда Католика.
В 1485 году за два года до смерти отца Хуан получил титул графа де Рибагорса.
Позже он занял должность вице-короля Неаполя после непродолжительного правления инфанты Хуаны де Арагон, жены Фердинанда I Неаполитанского, посланной из Испании по возвращении домой первого вице-короля Гонсало Фернандеса де Кордовы, Великого Капитана. Он считается первым вице-королем Неаполя, поскольку первым официально носил этот титул.
Он женился на Марии Лопес де Гурреа Торрельяс, по прозвищу Ла Рикафембра, 24 июня 1479 года. Когда он овдовел в 1492 году, он стал членом ордена Святого Иоанна Иерусалимского.

## Начало наместничества
Он начал свое правление в Неаполитанском королевстве с помощью трех советников: Андреа Карафа, графа Санто-Северина (+ 1526), Эктора Пиньятелли, графа Монтелеоне (1465—1535) и Микеле Риччио, графа Кариати (1445—1515).
В 1508 году он боролся с набегами пиратов Маргареджио, опустошавших калабрийские побережья, сумев схватить пирата и казнить его.
Он основал парламент с основной целью потребовать пожертвования в размере 300 000 дукатов городу, что положило начало мятежному восстанию, которое некоторые представители народа обвиняли в отсутствии хлеба 18 июня 1508 года. Из-за его отсутствия такта на этот раз его отстранили от должности и отозвали обратно в Испанию. Он покинул Неаполь 8 октября 1509 года, чтобы передать свой пост генерал-лейтенанту Антонио де Геваре, графу Потенца. Во время обратного путешествия в Испанию он посетил папу римского Юлия II, который принял его со всеми почестями.

## Война против Венецианской республики
Во время своего правления Фердинанд Католик присоединился к Камбрейской лиге и объявил войну Венецианской республике, чтобы отвоевать апулийские порты, перешедшие в руки венецианцев после битвы при Форново. Хуан де Рибагорса занимал должность командующего армией, которой на самом деле командовал Фабрицио Колонна, и вернул основные порты Апулии, включая Трани и Бриндизи, в пределы неаполитанских границ.

## Возвращение в Испанию
В 1512 году он вернулся в Каталонию и снова был назначен вице-королем Каталонии и генерал-капитаном княжества. Из-за своего церковного положения он был несвященным в 1506 году, и именно на выборах 1512 года он был назначен церковным депутатом провинциального совета Каталонии. Хотя только 1 февраля 1513 года он вошел в Барселону, чтобы принести присягу в качестве генерал-лейтенанта Королевства Арагон. Отсутствие в столице противоречило правилам проживания, предъявляемым к духовному наместнику, и, кроме того, считалось несовместимым с должностью генерал-лейтенанта. Несмотря на давление со стороны других депутатов, Хуан де Рибагорса не подавал в отставку до 10 июня 1514 года.
В 1512 году Хуан де Рибагорса передал титул графа Рибагорса своему сыну Альфонсо Фелипе де Гурреа-и-Арагон в Логроньо и получил от своего дяди, короля Арагона Фердинанда Католика, титул 1-го герцога де Луна.
Хуан де Рибагорса, которому за шестьдесят, также пользовался большим уважением у нового короля, а затем императора Карла V Габсбургского, хотя уже не мог из-за возрастных недугов участвовать в военных кампаниях. Ещё в 1524 году он принял участие в обороне графства Рибагорца от французских войск.

## Брак и потомство

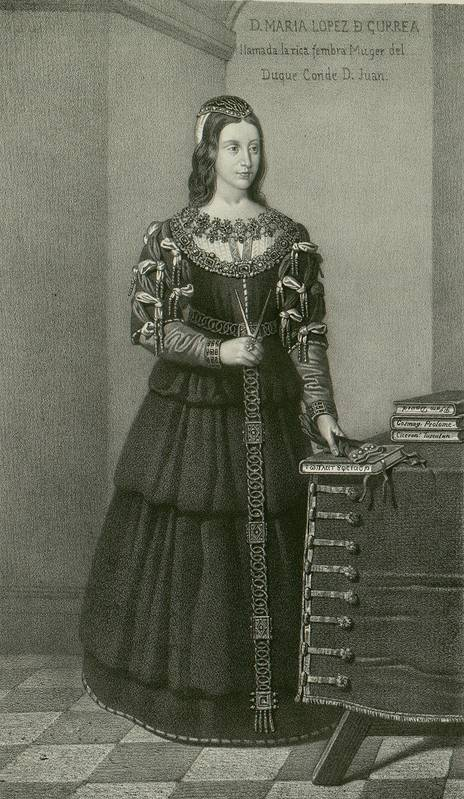
Портрет Марии Лопес де Гурреа, супруги Хуана де Рибагорсы.

Он женился на Марии Лопес де Гурреа Торреллас (+ 1492), дочери магистра Хуана Лопеса де Гурреа, губернатора Арагона, и Альдонсы де Гурреа, сеньоры де Педрорла, от брака с которой у него было пятеро детей:
- Мария де Гурреа-и-Арагон (1483 — умерла молодой)
- Хуан де Гурреа-и-Арагон (1484 — умер молодым)
- Диего де Гурреа-и-Арагон (1486 — умер молодым)
- Альфонсо Фелипе де Гурреа-и-Арагон (1487—1550), единственный выживший сын, 2-й герцог де Луна и 3-й граф де Рибагорса
- Ана де Гурреа-и-Арагон (1490 — умерла молодой).

У него также было двое внебрачных детей:
- Хуан де Арагон (умер в 1539)
- Хуана де Арагон (умерла после 5 июля 1580), вышла замуж сначала за Гарсию Переса де Верайса, а затем за Франсиско де ла Кабальериа.

## Смерть
Он умер 5 июля 1528 года и был похоронен сначала в церкви Санта-Мария-дель-Ромераль-де-Монсон, а позже его останки были перенесены в монастырь Монсеррат в гробницу эпохи Возрождения.